# Cross Road Blues
Cross Road Blues är en bluessång skriven av deltabluesmusikern Robert Johnson och inspelad i mitten av 1930-talet. 
Sången beskriver en man som försöker få lift medan solen går ner. En spridd uppfattning är att sången handlar om Robert Johnson som går ner till vägkorsningen för att sälja sin själ till djävulen i utbyte mot att bli en bättre musiker. Vissa historiker tror att sången i själva verket handlar om en afroamerikansk amerikan oroad över att bli lynchad för att vara ute i ett obekant ställe efter mörkret fallit i sydöstra södern av amerika under det tidiga 1900-talet. 

## Creams version
Bluesrockgruppen Cream inkluderade låten, under titeln "Crossroads", på sitt album Wheels of Fire från 1968. Creams version, arrangerad av Eric Clapton, har ett högre tempo och lånar även två textrader från Johnsons "Traveling Riverside Blues". Denna version har blivit en standard bland bluesrockband.
Olikt Creams vanliga arrangemang, med basisten Jack Bruce som sångare, så tog gitarristen Eric Clapton över sången på denna inspelning. Claptons utbredda gitarrsolo från "Crossroads" cementerade hans rykte som en gitarrlegend; hans arbete med denna sång har blivit röstad som det bästa livesolo som någonsin spelats. Bruces flytande basspelande, glidande både mellan rytm och melodi, har blivit något liknande hedrat som ett av de bästa live elbas-framföranden någonsin.
Den "ikoniska" inspelningen spelades in live på Winterland Ballroom den 10 mars 1968 och inte på The Fillmore som det står krediterat på albumet Wheels of Fire.
Den blev placerad på #409 på tidningen Rolling Stones lista över The 500 Greatest Songs of All Time.

## Övriga covers
- År 1970 av The Doors på deras livealbum Live in Boston
- År 1972 av Ten Years After på deras album Alvin Lee and Company (betitlad "Standing at the Crossroads").
- År 1976 av Lynyrd Skynyrd på deras album One More from the Road.
- År 2004 av Rush på deras album Feedback.

- Sången var med i TV-serien Freaks and Geeks, avsnitt I'm With the Band från 1999.
- En cover av låten var med i Playstation 2-spelet, Guitar Hero från 2005.